# Гі Лефран
Гі Лефран (фр. Guy Lefrant, 26 лютого 1923 — 31 грудня 1993) — французький вершник.
Срібний призер Олімпійських Ігор 1952 (індивідуальне триборство), 1964 (командний конкур) років, бронзовий призер 1960 року в командному триборстві.
Бронзовий призер Чемпіонату Європи з кінного триборства 1959 року в командному триборстві.